# Lisa Carrington
Lisa Carrington (ur. 23 czerwca 1989 r. w Taurandze) – nowozelandzka kajakarka, złota medalistka olimpijska z Londynu oraz złota i brązowa z Rio de Janeiro, dziesięciokrotna mistrzyni świata. Została pierwszą Nowozelandką, która zdobyła złoty medal podczas mistrzostw świata.

## Igrzyska olimpijskie
Na igrzyskach olimpijskich zadebiutowała w 2012 roku w Londynie. Triumfowała tam w rozgrywanej po raz pierwszy na tych zawodach jedynce na dystansie 200 metrów. Cztery lata później w Rio de Janeiro powtórzyła ten sukces, dodając do tego brązowy medal na 500 metrów.